# SanceDetem.cz
Šance dětem je nekomerční internetový portál, který nabízí odborné informace z oblasti ohrožených dětí v České republice. Tematicky se zaměřuje zejména na problematiku zdravotního, psychického a sociálního ohrožení dětí a na problematiku dárcovství. Je registrován v Národním registru ISSN České republiky jako on-line pokračující zdroj s přiděleným jedinečným identifikátorem ISSN 1805-8876.

## Vznik, cíle a poslání portálu
Vytvoření portálu iniciovala Nadace Sirius a jeho provoz zajišťuje Obecně prospěšná  společnost Sirius, o. p. s. Provoz portálu byl zahájen v srpnu 2011.
Mezi hlavní cíle a poslání portálu patří:
- nabídnout široké veřejnosti informace z oblasti ohrožených dětí v České republice na jednom místě (tj. prostřednictvím komplexu relevantních informací týkajících se problematiky ohrožených dětí přispět k prevenci ohrožení dítěte, pomáhat rodinám v problémové situaci a usnadnit život rodičům pečujícím o děti se zdravotním postižením)
- prostřednictvím nabídky kvalitních a důvěryhodných informací týkajících se problematiky dárcovství přispívat k větší transparentnosti v oblasti dárcovství a motivovat tak potenciální dárce
- vytvoření odborné knihovny (resp. databáze) shromažďující záznamy odborných, ale i populárně-naučných publikací, které poskytují informace o problematice ohrožených dětí.[1][2]

## Služby a rubriky portálu
V rámci portálu jsou s měsíční periodicitou publikovány odborně zpracované tematicky zaměřené články, připravované českými odborníky, kteří se na téma ohrožené děti v různých souvislostech specializují. Mezi spolupracující odborníky portálu patří např. PhDr. Jaroslav Šturma, doc. Mgr. PaedDr. Jan Michalík, PhD., PhDr. Mgr. Jeroným Klimeš, Ph.D., doc. MUDr. Bohuslav Mrzena, CSc., aj.  Měsíčně je zpravidla přidáván jeden článek k problematice Dětí se zdravotním postižením, jeden článek do sekce Rodina v problémové situaci a jeden publicisticky zpracovaný článek na vybrané aktuální a atraktivní téma vážící se k hlavnímu Tématu měsíce umístěný na hlavní straně portálu.  K významným hlavním tématům prozatím patřily např. téma prenatální diagnostika, agrese a šikana u dětí, vliv rozvodu na děti či sexuální zneužívání dětí.
Kromě textů připravuje redakce portálu každý měsíc také dva nové videorozhovory s odborníky. Videa jsou kromě publikování v rámci portálu zveřejňována a shromažďována též v rámci Youtube kanálu portálu. Portál dále poskytuje přehled nejnovějších relevantních článků z tisku nebo nejrůznější tematicky zaměřené ankety a kvízy včetně doprovodné infografiky.
Významnou informační službou je i údržba a aktualizace odborné knihovny (resp. databáze), která obsahuje záznamy o desítkách tisíc existujících monografií, sborníků, výzkumných publikací, článků, televizních a rozhlasových pořadů, absolventských prací či legislativních dokumentů týkajících se ohrožení dítěte převážně z českého, ale částečně i zahraničního prostředí.

## Užívání portálu
Hlavními uživatelskými skupinami portálu jsou:
- rodiny s dětmi, které potřebují poradit nebo se zorientovat v problémové situaci, kterou právě řeší (zdravotní či psychické problémy dítěte, rizikové chování dítěte, partnerské či finanční problémy aj.), a dále rodiny pečující o dítě se zdravotním postižením či se závažným onemocněním
- pracovníci v oblasti sociální práce s rodinami (lékaři, psychologové, pedagogové, sociální pracovníci, vychovatelé aj.)
- studenti souvisejících studijních oborů
- (potenciální) dárci, kteří chtějí pomoci nebo získat kvalitní a důvěryhodné informace
- další zájemci o problematiku ohrožených dětí nebo dárcovství.[1][2][3]

### Návštěvnost portálu
V dubnu 2014 portál Šance dětem, spolu s oslavou 1000 dnů od svého vzniku, dosáhl hranice 380 000 návštěv.